# Coppa Italia 2017-2018
La Coppa Italia 2017-2018 è stata la 71ª edizione della manifestazione calcistica. È iniziata il 29 luglio 2017 e si è conclusa il 9 maggio 2018 con la vittoria della Juventus, al tredicesimo trionfo, il quarto consecutivo.
La società torinese è la prima squadra in assoluto a vincere la competizione senza subire gol in tutto il torneo. Il risultato della finale (4-0), eguaglia il record del massimo scarto di reti in una finale a gara singola della competizione, stabilito in precedenza in altre tre occasioni: nel 1936 (Torino-Alessandria 5-1), nel 1943 (Torino-Venezia 4-0) e nel 1976 (Napoli-Verona 4-0).

## Formula
La formula della manifestazione, alla quale partecipano 78 società (20 di Serie A, 22 di Serie B, 27 di Serie C e 9 di Serie D), è la stessa delle nove precedenti edizioni.
La competizione è interamente ad eliminazione diretta. Con eccezione delle semifinali, tutti i turni si svolgono in gara unica, con eventuali tempi supplementari e calci di rigore. Le semifinali saranno invece disputate con gare di andata e ritorno, col meccanismo delle coppe europee, ovvero in caso di pareggio dopo 180 minuti a passare il turno è la squadra che ha segnato il maggior numero complessivo di reti nelle due partite o, in caso di parità nelle reti complessive, il maggior numero di reti in trasferta; in caso di parità anche nei gol segnati fuori casa si procede con i tempi supplementari e in caso di ulteriore parità con i calci di rigore.
Il sorteggio del tabellone sarà effettuato all'interno della propria fascia di ranking e a ciascuna squadra è assegnato un numero di tabellone tramite sorteggio, eccezion fatta per le squadre che entrano in gioco al terzo turno, il cui numero dipende dalla posizione in classifica nell'anno precedente.
Nei turni in partita unica usufruisce del fattore campo la squadra con il numero di tabellone migliore (indipendentemente se assegnato per merito o per sorteggio). Nelle semifinali tale criterio dà diritto a disputare in casa la gara di ritorno. In caso di concomitanze di gare casalinghe per squadre che giocano sullo stesso campo, vengono disposte automatiche inversioni di campo, privilegiando la detentrice del trofeo o la squadra con miglior classifica nei campionati della stagione precedente. Tali inversioni di campo non avvengono negli ottavi di finale, dove le gare vengono spalmate su più settimane.
|                                         | Squadre che entrano in questo turno | Squadre qualificate dal turno precedente     |
| --------------------------------------- | --- | -------------------------------------------- |
| Primo turno eliminatorio (36 squadre)   | - 27 squadre di Lega Pro con numero 43-60, 62, 63, 65-67, 71-74 - 3 squadre retrocesse dalla Serie B 2016-2017 - 8 squadre dal girone A della Lega Pro 2016-2017 (dal 2º al 6º e dal 9º all'11º posto) - 8 squadre dal girone B della Lega Pro 2016-2017 (dal 3º al 10º posto) - 8 squadre dal girone C della Lega Pro 2016-2017 (dal 2º al 9º posto) - 9 squadre di Serie D con numero 61, 64, 68-70, 75-78 - Seconde classificate di ogni girone del campionato di Serie D 2016-2017 |                                              |
| Secondo turno eliminatorio (40 squadre) | - 22 squadre di Serie B con numero 21-42 - 3 squadre retrocesse dalla Serie A 2016-2017 - 15 squadre dalla Serie B 2016-2017 (dal 5º al 18º posto + perdente play-off) - 4 squadre promosse dalla Lega Pro 2016-2017 | - 18 vincenti del primo turno eliminatorio   |
| Terzo turno eliminatorio (32 squadre)   | - 12 squadre di Serie A con numero 9-20 - 9 squadre dalla Serie A 2016-2017 (dal 9º al 17º posto) - 3 squadre promosse dalla Serie B 2016-2017 | - 20 vincenti del secondo turno eliminatorio |
| Quarto turno (16 squadre)               | | - 16 vincenti del terzo turno eliminatorio   |
| Fase finale (16 squadre)                | - 8 squadre di Serie A con numero 1-8 - 8 squadre dalla Serie A 2016-2017 (dal 1º all'8º posto) | - 8 vincenti del quarto turno                |

## Squadre
| Ottavi di finale        | Ottavi di finale    | Ottavi di finale      | Ottavi di finale        |
| ----------------------- | ------------------- | --------------------- | ----------------------- |
| Juventus (1)            | Milan (3)           | Atalanta (5)          | Fiorentina (7)          |
| Lazio (2)               | Napoli (4)          | Inter (6)             | Roma (8)                |
| Terzo turno             |                     |                       |                         |
| Torino (9)              | Sassuolo (12)       | Bologna (15)          | SPAL (18)               |
| Sampdoria (10)          | Udinese (13)        | Genoa (16)            | Verona (19)             |
| Cagliari (11)           | Chievo (14)         | Crotone (17)          | Benevento (20)          |
| Secondo turno           |                     |                       |                         |
| Perugia (21)            | Ascoli (27)         | Carpi (33)            | Virtus Entella (39)     |
| Avellino (22)           | Frosinone (28)      | Salernitana (34)      | Bari (40)               |
| Empoli (23)             | Spezia (29)         | Brescia (35)          | Parma (41)              |
| Novara (24)             | Palermo (30)        | Pescara (36)          | Cremonese (42)          |
| Cesena (25)             | Foggia (31)         | Pro Vercelli (37)     |                         |
| Cittadella (26)         | Ternana (32)        | Venezia (38)          |                         |
| Primo turno             |                     |                       |                         |
| Pordenone (43)          | Reggiana (52)       | Monterosi Tuscia (61) | Imolese (70)            |
| Lecce (44)              | Pisa (53)           | Casertana (62)        | Pro Piacenza (71)       |
| Arezzo (45)             | Juve Stabia (54)    | Renate (63)           | Paganese (72)           |
| Padova (46)             | Giana Erminio (55)  | Massese (64)          | Feralpisalò (73)        |
| Alessandria (47)        | Sambenedettese (56) | Lucchese (65)         | Cosenza (74)            |
| Livorno (48)            | Piacenza (57)       | AlbinoLeffe (66)      | Rende (75)              |
| Trapani (49)            | Siracusa (58)       | Bassano Virtus (67)   | Triestina (76)          |
| Vicenza (50)            | Matera (59)         | Varese (68)           | Ciliverghe Mazzano (77) |
| Virtus Francavilla (51) | Gubbio (60)         | Trastevere (69)       | Matelica (78)           |

## Date
Le date dei turni della Coppa Italia 2017-2018 sono state comunicate il 12 giugno 2017. Il sorteggio del tabellone viene effettuato il 21 luglio 2017, ore 15:00 CEST, nella "sala Assemblea" della sede della Lega Serie A a Milano.
| Fase              | Turno            | Sorteggio                       | Andata                                | Ritorno                               |
| ----------------- | ---------------- | ------------------------------- | ------------------------------------- | ------------------------------------- |
| Turni eliminatori | 1º turno         | 21 luglio 2017 ore 15:00 Milano | 29-30 luglio 2017                     | 29-30 luglio 2017                     |
| Turni eliminatori | 2º turno         | 21 luglio 2017 ore 15:00 Milano | 5-6 agosto 2017                       | 5-6 agosto 2017                       |
| Turni eliminatori | 3º turno         | 21 luglio 2017 ore 15:00 Milano | 11-12-13 agosto 2017                  | 11-12-13 agosto 2017                  |
| Turni eliminatori | 4º turno         | 21 luglio 2017 ore 15:00 Milano | 28-29-30 novembre 2017                | 28-29-30 novembre 2017                |
| Fase finale       | Ottavi di finale | 21 luglio 2017 ore 15:00 Milano | 12-13-14-19-20 dicembre 2017          | 12-13-14-19-20 dicembre 2017          |
| Fase finale       | Quarti di finale | 21 luglio 2017 ore 15:00 Milano | 26-27 dicembre 2017, 2-3 gennaio 2018 | 26-27 dicembre 2017, 2-3 gennaio 2018 |
| Fase finale       | Semifinali       | 21 luglio 2017 ore 15:00 Milano | 30-31 gennaio 2018                    | 28 febbraio 2018                      |
| Fase finale       | Finale           | 21 luglio 2017 ore 15:00 Milano | 9 maggio 2018                         | 9 maggio 2018                         |

## Partite

### Turni eliminatori

#### Primo turno
| Squadra 1          | Risultato       | Squadra 2          |
| ------------------ | --------------- | ------------------ |
| Sambenedettese     | 2 - 0 (dts)     | Lucchese           |
| Piacenza           | 1 - 0           | Massese            |
| Trapani            | 6 - 0           | Paganese           |
| Livorno            | 0 - 0 (5-4 dtr) | Feralpisalò        |
| Cosenza            | 2 - 3 (dts)     | Alessandria        |
| Trastevere         | 1 - 2           | Reggiana           |
| Pisa               | 3 - 1           | Varese             |
| Gubbio             | 1 - 0           | Monterosi Tuscia   |
| Juve Stabia        | 3 - 1           | Bassano Virtus     |
| Matera             | 2 - 0           | Casertana          |
| Virtus Francavilla | 3 - 1           | Imolese            |
| Lecce              | 3 - 0           | Ciliverghe Mazzano |
| Pordenone          | 2 - 0           | Matelica           |
| Vicenza            | 4 - 1           | Pro Piacenza       |
| Padova             | 2 - 1 (dts)     | Rende              |
| Arezzo             | 0 - 1           | Triestina          |
| Giana Erminio      | 1 - 3           | AlbinoLeffe        |
| Renate             | 3 - 1           | Siracusa           |

#### Secondo turno
| Squadra 1      | Risultato       | Squadra 2          |
| -------------- | --------------- | ------------------ |
| Cesena         | 2 - 1           | Sambenedettese     |
| Novara         | 1 - 2           | Piacenza           |
| Ternana        | 0 - 1           | Trapani            |
| Carpi          | 4 - 0           | Livorno            |
| Salernitana    | 2 - 1           | Alessandria        |
| Spezia         | 3 - 0           | Reggiana           |
| Virtus Entella | 0 - 1           | Cremonese          |
| Bari           | 2 - 1           | Parma              |
| Pisa           | 0 - 1           | Frosinone          |
| Perugia        | 2 - 1           | Gubbio             |
| Ascoli         | 3 - 2           | Juve Stabia        |
| Avellino       | 1 - 0           | Matera             |
| Palermo        | 5 - 0           | Virtus Francavilla |
| Pro Vercelli   | 1 - 2           | Lecce              |
| Venezia        | 1 - 2           | Pordenone          |
| Vicenza        | 1 - 3           | Foggia             |
| Brescia        | 1 - 0           | Padova             |
| Pescara        | 5 - 3 (dts)     | Triestina          |
| Cittadella     | 2 - 1           | AlbinoLeffe        |
| Empoli         | 2 - 2 (3-4 dtr) | Renate             |

#### Terzo turno
| Squadra 1 | Risultato       | Squadra 2   |
| --------- | --------------- | ----------- |
| Genoa     | 2 - 1 (dts)     | Cesena      |
| Crotone   | 2 - 1           | Piacenza    |
| Torino    | 7 - 1           | Trapani     |
| Carpi     | 3 - 3 (4-3 dtr) | Salernitana |
| Sassuolo  | 2 - 0           | Spezia      |
| Bari      | 2 - 1           | Cremonese   |
| Udinese   | 3 - 2           | Frosinone   |
| Benevento | 0 - 4           | Perugia     |
| Chievo    | 2 - 1           | Ascoli      |
| Verona    | 3 - 1           | Avellino    |
| Cagliari  | 1 - 1 (4-2 dtr) | Palermo     |
| Pordenone | 3 - 2           | Lecce       |
| Sampdoria | 3 - 0           | Foggia      |
| Brescia   | 1 - 3           | Pescara     |
| Bologna   | 0 - 3           | Cittadella  |
| SPAL      | 1 - 0           | Renate      |

#### Quarto turno
| Squadra 1 | Risultato       | Squadra 2  |
| --------- | --------------- | ---------- |
| Genoa     | 1 - 0           | Crotone    |
| Torino    | 2 - 0           | Carpi      |
| Sassuolo  | 2 - 1           | Bari       |
| Udinese   | 8 - 3           | Perugia    |
| Chievo    | 1 - 1 (4-5 dtr) | Verona     |
| Cagliari  | 1 - 2           | Pordenone  |
| Sampdoria | 4 - 1           | Pescara    |
| SPAL      | 0 - 2           | Cittadella |

### Fase finale

#### Ottavi di finale
| Squadra 1  | Risultato       | Squadra 2  |
| ---------- | --------------- | ---------- |
| Juventus   | 2 - 0           | Genoa      |
| Roma       | 1 - 2           | Torino     |
| Atalanta   | 2 - 1           | Sassuolo   |
| Napoli     | 1 - 0           | Udinese    |
| Milan      | 3 - 0           | Verona     |
| Inter      | 0 - 0 (5-4 dtr) | Pordenone  |
| Fiorentina | 3 - 2           | Sampdoria  |
| Lazio      | 4 - 1           | Cittadella |

#### Quarti di finale
| Squadra 1 | Risultato   | Squadra 2  |
| --------- | ----------- | ---------- |
| Juventus  | 2 - 0       | Torino     |
| Napoli    | 1 - 2       | Atalanta   |
| Milan     | 1 - 0 (dts) | Inter      |
| Lazio     | 1 - 0       | Fiorentina |

#### Semifinali
| Squadra 1 | Totale          | Squadra 2 | Andata | Ritorno     |
| --------- | --------------- | --------- | ------ | ----------- |
| Atalanta  | 0 - 2           | Juventus  | 0 - 1  | 0 - 1       |
| Milan     | 0 - 0 (5-4 dtr) | Lazio     | 0 - 0  | 0 - 0 (dts) |

#### Finale
| Arbitro: | Damato (Barletta) |

|                                                       |           |  |
| Benatia 56’, 64’ Douglas Costa 61’ Kalinić 76’ (aut.) | Marcatori |  |

| Juventus | Milan |

|                      |    |                       |     |     |
|                      |    |                       |     |     |
| P                    | 1  | Gianluigi Buffon (c)  |     |     |
| D                    | 7  | Juan Cuadrado         |     |     |
| D                    | 15 | Andrea Barzagli       |     |     |
| D                    | 4  | Medhi Benatia         |     |     |
| D                    | 22 | Kwadwo Asamoah        |     |     |
| C                    | 6  | Sami Khedira          |     |     |
| C                    | 5  | Miralem Pjanić        |     | 87’ |
| C                    | 14 | Blaise Matuidi        |     |     |
| A                    | 10 | Paulo Dybala          |     | 83’ |
| A                    | 11 | Douglas Costa         | 62’ | 73’ |
| A                    | 17 | Mario Mandžukić       |     |     |
| A disposizione:      |    |                       |     |     |
| P                    | 16 | Carlo Pinsoglio       |     |     |
| P                    | 23 | Wojciech Szczęsny     |     |     |
| D                    | 2  | Mattia De Sciglio     |     |     |
| C                    | 8  | Claudio Marchisio     |     | 87’ |
| A                    | 9  | Gonzalo Higuaín       |     | 83’ |
| D                    | 12 | Alex Sandro           |     |     |
| D                    | 21 | Benedikt Höwedes      |     |     |
| D                    | 24 | Daniele Rugani        |     |     |
| D                    | 26 | Stephan Lichtsteiner  |     |     |
| C                    | 27 | Stefano Sturaro       |     |     |
| C                    | 30 | Rodrigo Bentancur     |     |     |
| A                    | 33 | Federico Bernardeschi |     | 73’ |
| Allenatore:          |    |                       |     |     |
| Massimiliano Allegri |    |                       |     |     |

|                 |    |                      |     |     |
|                 |    |                      |     |     |
| P               | 99 | Gianluigi Donnarumma |     |     |
| D               | 2  | Davide Calabria      | 73’ |     |
| D               | 19 | Leonardo Bonucci (c) |     |     |
| D               | 13 | Alessio Romagnoli    |     |     |
| D               | 68 | Ricardo Rodríguez    |     |     |
| C               | 79 | Franck Kessié        |     |     |
| C               | 73 | Manuel Locatelli     |     | 80’ |
| C               | 5  | Giacomo Bonaventura  |     |     |
| A               | 8  | Suso                 |     | 67’ |
| A               | 63 | Patrick Cutrone      |     | 62’ |
| A               | 10 | Hakan Çalhanoğlu     |     |     |
| A disposizione: |    |                      |     |     |
| P               | 30 | Marco Storari        |     |     |
| P               | 90 | Antonio Donnarumma   |     |     |
| C               | 4  | José Mauri           |     |     |
| A               | 7  | Nikola Kalinić       |     | 62’ |
| A               | 9  | André Silva          |     |     |
| A               | 11 | Fabio Borini         |     | 67’ |
| D               | 17 | Cristián Zapata      |     |     |
| C               | 18 | Riccardo Montolivo   |     | 80’ |
| D               | 20 | Ignazio Abate        |     |     |
| C               | 21 | Lucas Biglia         |     |     |
| D               | 22 | Mateo Musacchio      |     |     |
| D               | 31 | Luca Antonelli       |     |     |
| Allenatore:     |    |                      |     |     |
| Gennaro Gattuso |    |                      |     |     |

## Tabellone (fase finale)
|  | Ottavi di finale | Ottavi di finale |   |             | Quarti di finale | Quarti di finale |  |             | Semifinali | Semifinali | Semifinali | Semifinali |  |          | Finale | Finale |
|  |                  |                  |   |             |                  |                  |  |             |            |            |            |            |  |          |        |        |
|  | Napoli           | 1                |   |             |                  |                  |  |             |            |            |            |            |  |          |        |        |
|  | Udinese          | 0                |   |             |                  |                  |  |             |            |            |            |            |  |          |        |        |
|  | Udinese          | 0                |   | Napoli      | 1                |                  |  |             |            |            |            |            |  |          |        |        |
|  |                  |                  |   | Napoli      | 1                |                  |  |             |            |            |            |            |  |          |        |        |
|  |                  | Atalanta         | 2 |             |                  |                  |  |             |            |            |            |            |  |          |        |        |
|  | Atalanta         | Atalanta         | 2 | 2           |                  |                  |  |             |            |            |            |            |  |          |        |        |
|  | Atalanta         |                  |   | 2           |                  |                  |  |             |            |            |            |            |  |          |        |        |
|  | Sassuolo         | 1                |   |             |                  |                  |  |             |            |            |            |            |  |          |        |        |
|  | Sassuolo         | 1                |   |             |                  |                  |  | Atalanta    | 0          | 0          | 0          |            |  |          |        |        |
|  |                  |                  |   |             |                  |                  |  | Atalanta    | 0          | 0          | 0          |            |  |          |        |        |
|  |                  | Juventus         | 1 | 1           | 2                |                  |  |             |            |            |            |            |  |          |        |        |
|  | Juventus         | Juventus         | 1 | 1           | 2                | 2                |  |             |            |            |            |            |  |          |        |        |
|  | Juventus         |                  |   |             |                  | 2                |  |             |            |            |            |            |  |          |        |        |
|  | Genoa            | 0                |   |             |                  |                  |  |             |            |            |            |            |  |          |        |        |
|  | Genoa            | 0                |   | Juventus    | 2                |                  |  |             |            |            |            |            |  |          |        |        |
|  |                  |                  |   | Juventus    | 2                |                  |  |             |            |            |            |            |  |          |        |        |
|  |                  | Torino           | 0 |             |                  |                  |  |             |            |            |            |            |  |          |        |        |
|  | Roma             | Torino           | 0 | 1           |                  |                  |  |             |            |            |            |            |  |          |        |        |
|  | Roma             |                  |   | 1           |                  |                  |  |             |            |            |            |            |  |          |        |        |
|  | Torino           | 2                |   |             |                  |                  |  |             |            |            |            |            |  |          |        |        |
|  | Torino           | 2                |   |             |                  |                  |  |             |            |            |            |            |  | Juventus | 4      |        |
|  |                  |                  |   |             |                  |                  |  |             |            |            |            |            |  | Juventus | 4      |        |
|  |                  | Milan            | 0 |             |                  |                  |  |             |            |            |            |            |  |          |        |        |
|  | Milan            | Milan            | 0 | 3           |                  |                  |  |             |            |            |            |            |  |          |        |        |
|  | Milan            |                  |   | 3           |                  |                  |  |             |            |            |            |            |  |          |        |        |
|  | Verona           | 0                |   |             |                  |                  |  |             |            |            |            |            |  |          |        |        |
|  | Verona           | 0                |   | Milan (dts) | 1                |                  |  |             |            |            |            |            |  |          |        |        |
|  |                  |                  |   | Milan (dts) | 1                |                  |  |             |            |            |            |            |  |          |        |        |
|  |                  | Inter            | 0 |             |                  |                  |  |             |            |            |            |            |  |          |        |        |
|  | Inter (dcr)      | Inter            | 0 | 0 (5)       |                  |                  |  |             |            |            |            |            |  |          |        |        |
|  | Inter (dcr)      |                  |   | 0 (5)       |                  |                  |  |             |            |            |            |            |  |          |        |        |
|  | Pordenone        | 0 (4)            |   |             |                  |                  |  |             |            |            |            |            |  |          |        |        |
|  | Pordenone        | 0 (4)            |   |             |                  |                  |  | Milan (dcr) | 0          | 0          | 0 (5)      |            |  |          |        |        |
|  |                  |                  |   |             |                  |                  |  | Milan (dcr) | 0          | 0          | 0 (5)      |            |  |          |        |        |
|  |                  | Lazio            | 0 | 0           | 0 (4)            |                  |  |             |            |            |            |            |  |          |        |        |
|  | Lazio            | Lazio            | 0 | 0           | 0 (4)            | 4                |  |             |            |            |            |            |  |          |        |        |
|  | Lazio            |                  |   |             |                  | 4                |  |             |            |            |            |            |  |          |        |        |
|  | Cittadella       | 1                |   |             |                  |                  |  |             |            |            |            |            |  |          |        |        |
|  | Cittadella       | 1                |   | Lazio       | 1                |                  |  |             |            |            |            |            |  |          |        |        |
|  |                  |                  |   | Lazio       | 1                |                  |  |             |            |            |            |            |  |          |        |        |
|  |                  | Fiorentina       | 0 |             |                  |                  |  |             |            |            |            |            |  |          |        |        |
|  | Fiorentina       | Fiorentina       | 0 | 3           |                  |                  |  |             |            |            |            |            |  |          |        |        |
|  | Fiorentina       |                  |   | 3           |                  |                  |  |             |            |            |            |            |  |          |        |        |
|  | Sampdoria        | 2                |   |             |                  |                  |  |             |            |            |            |            |  |          |        |        |

## Classifica marcatori
Dati aggiornati al 9 maggio 2018.
| Gol | Rigori |  | Giocatore             | Squadra.  |
| --- | ------ |  | --------------------- | --------- |
| 4   |        |  | Matteo Di Piazza      | Lecce     |
| 4   | 2      |  | Alberto Cerri         | Perugia   |
| 4   | 2      |  | Maxi López            | Udinese   |
| 3   |        |  | Andrea Belotti        | Torino    |
| 3   | 2      |  | Salvatore Burrai      | Pordenone |
| 3   |        |  | Ferdinando Del Sole   | Pescara   |
| 3   | 1      |  | Umberto Eusepi        | Pisa      |
| 3   |        |  | Andrea Favilli        | Ascoli    |
| 3   |        |  | Dawid Kownacki        | Sampdoria |
| 3   |        |  | Jacopo Murano         | Trapani   |
| 3   |        |  | Aleksandar Trajkovski | Palermo   |